# Winter X Games XVIII
De Winter X Games XVIII werden gehouden van 22 tot en met 26 januari 2014 in Aspen, Colorado. Het was de dertiende opeenvolgende editie die in Aspen werd gehouden.

## Medailles

### Mannen
| Onderdeel          | Goud           | Goud           | Zilver         | Zilver          | Brons          | Brons            |
| Freestyleskiën     | Freestyleskiën | Freestyleskiën | Freestyleskiën | Freestyleskiën  | Freestyleskiën | Freestyleskiën   |
| ------------------ | -------------- | -------------- | -------------- | --------------- | -------------- | ---------------- |
| Big air            | SWE            | Henrik Harlaut | CAN            | Vincent Gagnier | SUI            | Kai Mahler       |
| Halfpipe           | USA            | David Wise     | FRA            | Kevin Rolland   | USA            | Alex Ferreira    |
| Slopestyle         | USA            | Nick Goepper   | USA            | McRae Williams  | NOR            | Andreas Håtveit  |
| Snowboarden        |                |                |                |                 |                |                  |
| Big air            | CAN            | Maxence Parrot | JPN            | Yuki Kadono     | NOR            | Ståle Sandbech   |
| Halfpipe           | USA            | Danny Davis    | USA            | Louie Vito      | USA            | Greg Bretz       |
| Snowboardcross     | USA            | Nate Holland   | USA            | Alex Tuttle     | GER            | Konstantin Schad |
| Slopestyle         | CAN            | Maxence Parrot | CAN            | Mark McMorris   | NOR            | Ståle Sandbech   |
| Snowmobiles        |                |                |                |                 |                |                  |
| Freestyle          | USA            | Colten Moore   | USA            | Joe Parsons     | USA            | Heath Frisby     |
| Snowcross          | USA            | Tucker Hibbert | USA            | Kody Kamm       | USA            | Justin Broberg   |
| Snowcross adaptive | USA            | Mike Schultz   | USA            | Garrett Goodwin | USA            | Doug Henry       |
| Verspringen        | USA            | Levi LaVallee  | USA            | Cory Davis      | USA            | Colten Moore     |

### Vrouwen
| Onderdeel      | Goud           | Goud               | Zilver         | Zilver              | Brons          | Brons              |
| Freestyleskiën | Freestyleskiën | Freestyleskiën     | Freestyleskiën | Freestyleskiën      | Freestyleskiën | Freestyleskiën     |
| -------------- | -------------- | ------------------ | -------------- | ------------------- | -------------- | ------------------ |
| Halfpipe       | USA            | Maddie Bowman      | CAN            | Rosalind Groenewoud | FRA            | Marie Martinod     |
| Slopestyle     | CAN            | Kaya Turski        | USA            | Maggie Voisin       | CAN            | Kim Lamarre        |
| Snowboarden    |                |                    |                |                     |                |                    |
| Halfpipe       | USA            | Kelly Clark        | USA            | Chloe Kim           | USA            | Kaitlyn Farrington |
| Snowboardcross | USA            | Lindsey Jacobellis | CZE            | Eva Samková         | NOR            | Helene Olafsen     |
| Slopestyle     | NOR            | Silje Norendal     | USA            | Jamie Anderson      | CAN            | Spencer O'Brien    |